# Кешлак-е Чалаблу
Кешлак-е Чалаблу (перс. قشلاق چلبلو) — село в Ірані, у дегестані Нур-Алі-Бейк, у Центральному бахші, шагрестані Саве остану Марказі. За даними перепису 2006 року, його населення становило 396 осіб, що проживали у складі 89 сімей.

## Клімат
Середня річна температура становить 17,63 °C, середня максимальна – 35,75 °C, а середня мінімальна – -3,08 °C. Середня річна кількість опадів – 271 мм.
| Клімат поселення                              | Клімат поселення | Клімат поселення | Клімат поселення | Клімат поселення | Клімат поселення | Клімат поселення | Клімат поселення | Клімат поселення | Клімат поселення | Клімат поселення | Клімат поселення | Клімат поселення | Клімат поселення |
| Показник                                      | Січ.             | Лют.             | Бер.             | Квіт.            | Трав.            | Черв.            | Лип.             | Серп.            | Вер.             | Жовт.            | Лист.            | Груд.            |                  |
| Середній максимум, °C                         | 13,24            | 15,39            | 19,23            | 25,69            | 30,67            | 35,16            | 35,75            | 34,40            | 30,67            | 24,95            | 18,81            | 13,00            |                  |
| Середня температура, °C                       | 5,07             | 7,24             | 11,07            | 17,54            | 22,52            | 27,01            | 29,65            | 28,32            | 24,59            | 18,88            | 12,71            | 6,90             |                  |
| Середній мінімум, °C                          | −3,08            | −0,91            | 2,92             | 9,38             | 14,37            | 18,85            | 23,57            | 22,23            | 18,52            | 12,78            | 6,64             | 0,81             |                  |
| Норма опадів, мм                              | 41               | 38               | 45               | 31               | 21               | 4                | 1                | 1                | 2                | 17               | 28               | 42               |                  |
| Середньомісячна швидкість вітру, м/с          | 1.84             | 2.32             | 3.05             | 3.52             | 3.29             | 3.17             | 3.24             | 3.00             | 2.48             | 2.37             | 1.99             | 1.94             |                  |
| Середньомісячна сонячна радіація, кДж/м²·день | 9061             | 11846            | 14446            | 17987            | 21940            | 25838            | 25042            | 23155            | 19980            | 14732            | 10809            | 8591             |                  |
| --------------------------------------------- | ---------------- | ---------------- | ---------------- | ---------------- | ---------------- | ---------------- | ---------------- | ---------------- | ---------------- | ---------------- | ---------------- | ---------------- | ---------------- |
| Джерело:                                      |                  |                  |                  |                  |                  |                  |                  |                  |                  |                  |                  |                  |                  |